# Catostemma commune
Catostemma commune är en malvaväxtart som beskrevs av Noel Yvri Sandwith. Catostemma commune ingår i släktet Catostemma och familjen malvaväxter. Inga underarter finns listade i Catalogue of Life.